# Système d'écriture mésoaméricain
La Mésoamérique, aux côtés de la Mésopotamie et de la Chine, fait partie des trois endroits au monde où l'écriture s'est développée. Les textes mésoaméricains déchiffrés à ce jour se présentent sous la forme d'une combinaison de caractères logographiques et syllabiques. Ils sont souvent appelés hiéroglyphes en raison de l'aspect de « dessins » adopté par nombre des glyphes, présentant une parenté de forme avec les hiéroglyphes égyptiens. Cinq ou six systèmes d'écriture ont été découverts en Mésoamérique mais les limites dans la datation archéologique ne permettent pas d'établir lequel fut le plus ancien, à partir duquel les autres se seraient développés. Le système d'écriture le mieux déchiffré et le mieux connu est celui de l'écriture maya classique. Les écrits mésoaméricains ont été largement conservés, en partie dans le système d'écriture autochtone et en partie sous forme de transcriptions, réalisées après la conquête de la Mésoamérique, en alphabet latin.

## Écriture Olmèque

Les 62 glyphes de la stèle de Cascajal.

Les céramiques olmèques anciennes montrent des représentations de ce qu'on peut interpréter comme des codex, ce qui permet de supposer que des codex sur papier d'amate et, par extension, un système d'écriture bien développé, existaient à l'époque olmèque. On a longtemps pensé que les glyphes présents sur les sculptures monumentales, tels que ceux figurant sur le bâtiment appelé « bâtiment de l’ambassadeur » (La Venta, monument 13), sont représentatifs d'une écriture olmèque ancienne. L'hypothèse se renforce lorsqu'en 2002 est annoncé la découverte de glyphes similaires à San Andrés, un site à quelques kilomètres de La Venta.
En septembre 2006, un rapport publié dans la revue Science, annonce la découverte de la stèle de Cascajal, une tablette en pierre (serpentinite), montrant 62 signes inconnus jusqu'alors en Mésoamérique. La tablette est découverte par une personne du pays dans la zone métropolitaine olmèque ; sur la foi d'autres débris, elle est datée de 900 av. J.-C. Si cette date est confirmée, ainsi que l’authenticité des signes, ce serait le témoignage d'écriture le plus ancien trouvé en Mésoamérique,.

## Écriture Zapotèque

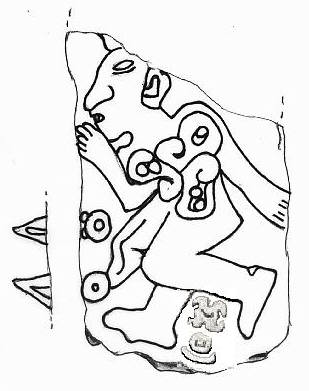
Monument 3 à San José Mogote. Les deux glyphes ombrés entre les jambes du personnage sont sans doute son nom, « Tremblement de Terre 1 ».

Un autre candidat au titre de plus ancien système d'écriture en Mésoamérique est celui de la culture Zapotèque. Apparaissant à la fin de la période pré-classique, après le déclin des Olmèques, les Zapotèques, présents dans ce qui est aujourd'hui l'État d'Oaxaca, bâtissent un empire autour de Monte Albán. Sur quelques monuments de ce site archéologique, on trouve des textes écrits avec des glyphes. Certains signes ont été identifiés comme des indications de calendrier mais le langage reste indéchiffré. Écrit en colonnes, du haut vers le bas, sa qualité d'exécution est plus grossière que celle du maya classique et laisse penser que cette écriture est plus phonétique que l'écriture Maya, largement syllabique. Tout cela n’est, cependant, que spéculatif.
Le plus ancien monument connu portant des signes de l’écriture Zapotèque est la pierre « Danzante » (Monument 3 de San José Mogote). Il présente une gravure de ce qui semble être un captif mort et ensanglanté avec deux signes entre ses jambes, peut-être son nom. D'abord daté de 500 ou de 600 apr. J.-C., il a été considéré comme portant la plus ancienne écriture de Mésoamérique. Pourtant, des doutes existent quant à sa datation car le monument a pu être réutilisé. L'écriture zapotèque est abandonnée à la fin de la période classique.

## Écrits épi-olmèques ou isthmiens

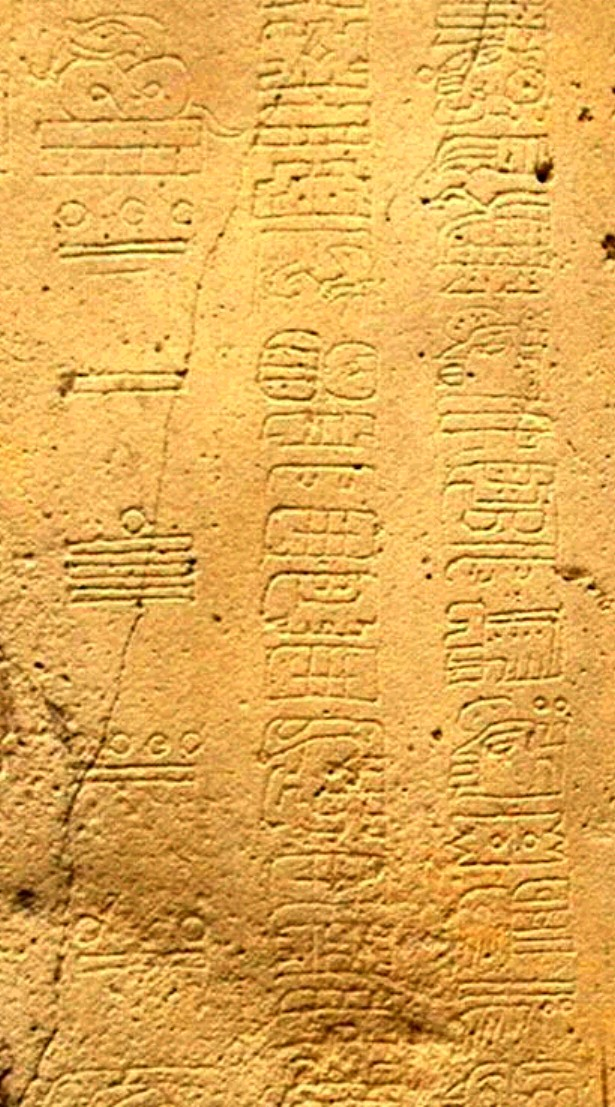
Détail de la stèle n° 1 de La Mojarra montrant trois colonnes de glyphes du IIe siècle (Musée d'anthropologie de Xalapa, Veracruz, Mexico). Les deux colonnes de droite contiennent des glyphes Épi-Olmèques. La colonne de gauche donne une date en compte long : 8.5.16.9.9, soit 162 ap. J.-C.

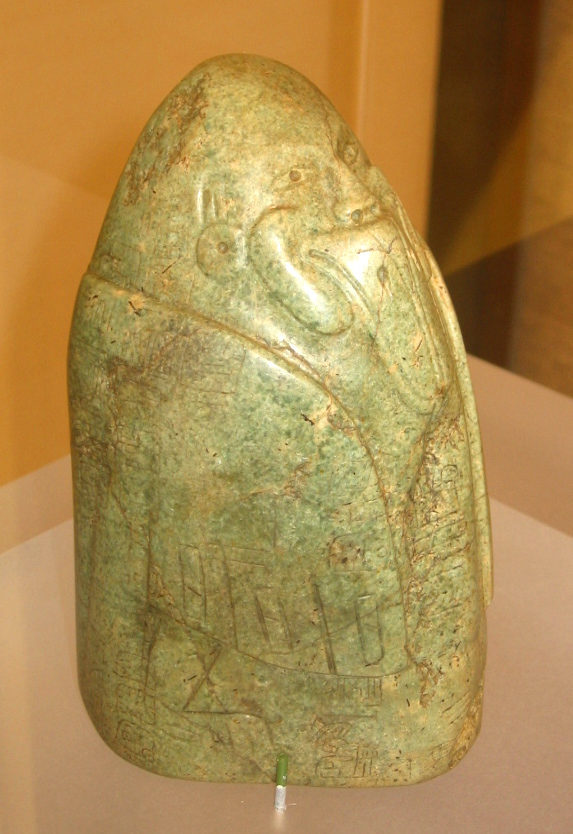
Statuette de Tuxtla.

Quelques artefacts, trouvés dans la région de l'isthme de Tehuantepec, montrent des exemples d'un autre système d'écriture ancien. On considère qu'ils contiennent des informations relatives à un calendrier mais sont, par ailleurs, indéchiffrés. Les textes les plus longs sont sur la stèle n° 1 de La Mojarra et sur la statuette de Tuxtla. Le système d'écriture est très proche de celui des Mayas, utilisant des glyphes affixés et le système de compte long pour les dates, mais il se lit sur une colonne uniquement, à l'instar du système zapotèque. On a postulé que ce système épi-olmèque (dit aussi « isthmien ») était le précurseur direct de l'écriture maya, ce qui donnerait à cette dernière un ancêtre non-maya. Un autre artefact portant des signes épi-olmèques est la stèle de Chiapa de Corzo qui est le plus ancien monument des Amériques portant sa propre date en compte long : 36 apr. J.-C.,
Dans une publication de 1997, John Justeson et Terrence Kaufman proposent un déchiffrement de l'épi-olmèque. L'année suivante, cette interprétation est contestée par Stephen Houston et Michael D. Coe qui échouèrent à utiliser le système proposé par Justeson et Kaufman avec les écrits épi-olmèques figurant à l'arrière d'un masque jusqu'alors inconnu. Le sujet reste controversé.

## Écrits d'Abaj Takalik et de Kaminaljuyú
Des écrits, datés de l'époque de la culture d'Izapa, ont été trouvés dans les sites mayas de Takalik Abaj et de Kaminaljuyú. On pense que dans cette zone, à l'époque pré-classique, les habitants parlaient la forme ancienne d'une langue mixe-zoque et les inscriptions trouvées en ces endroits sont peut-être relatives à cette langue plutôt qu'à la langue maya,. Certains glyphes sont compréhensibles car identiques aux glyphes mayas mais l'écriture dans son ensemble reste indéchiffrée. Le niveau élevé de dégradation et de destruction des sites rendent improbable la possibilité de découvrir d'autres monuments dont les inscriptions aideraient à déchiffrer ces écrits.

## Écriture maya

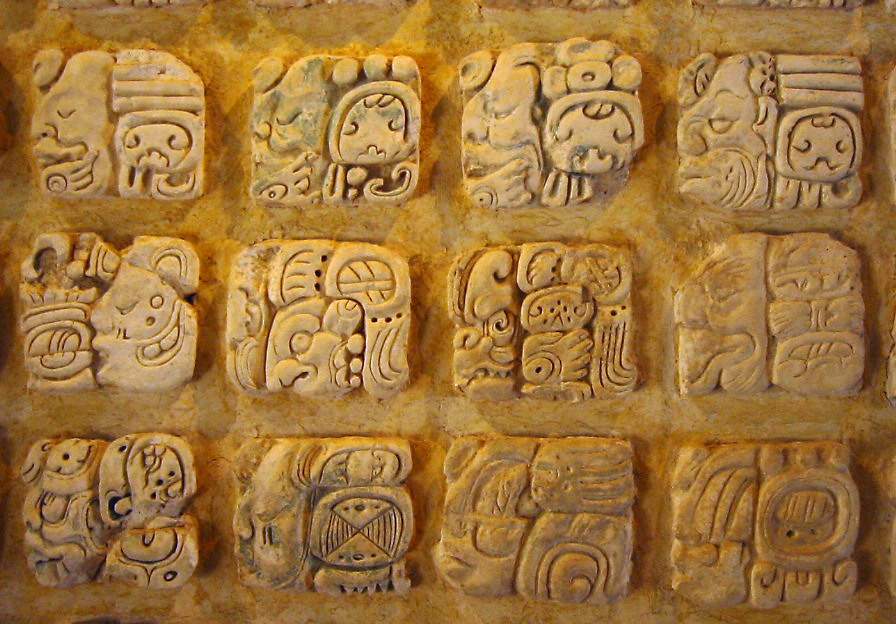
Glyphes maya en stuc (Muséo de sitio, Palenque, Mexique).

L'écriture maya est attestée depuis le milieu de la période pré-classique au centre du département du Petén (actuel Guatemala) dans les basses-terres mayas. Les chercheurs ont suggéré que les inscriptions mayas les plus anciennes sont en fait les plus anciennes de la Mésoamérique. Les plus anciennes inscriptions rédigées dans une écriture maya identifiable remontent à 200 ou 300 apr. J.-C. Les inscriptions les plus élaborées sont celles des sites de Palenque, Copán et Tikal.
L'écriture maya est généralement considérée comme le système d'écriture mésoaméricain le plus développé, principalement en raison de son esthétique extraordinaire et parce qu'il a été partiellement déchiffré. L'écriture maya combine les logogrammes et les syllabes. Environ 700 glyphes différents ont été documentés, dont 75 % ont été déchiffrés. Environ 7 000 textes en caractères mayas ont été documentés.

## Écritures dans les cultures post-classiques

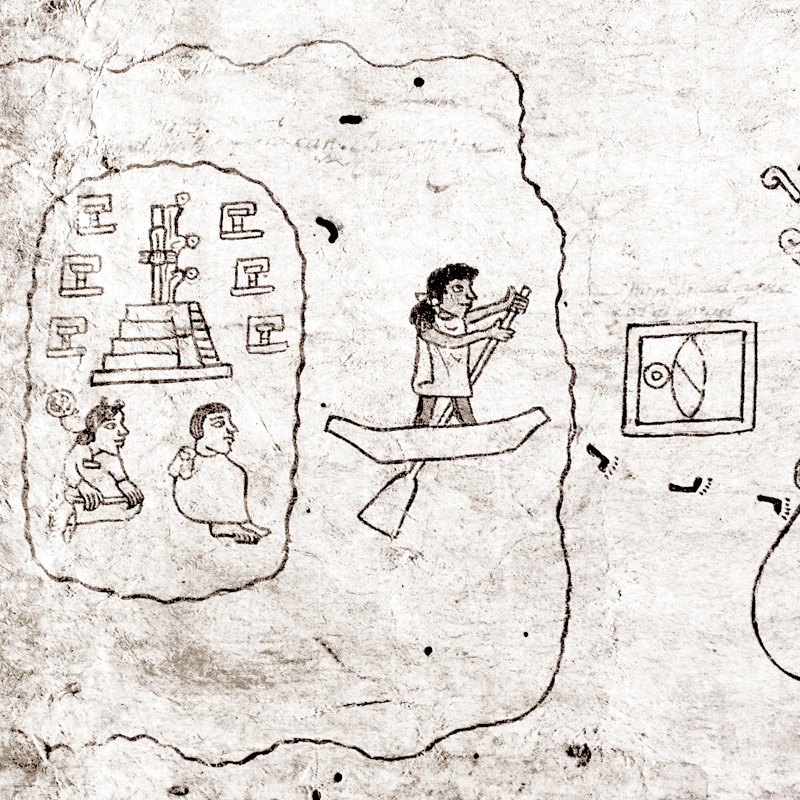
Détail de la première page du codex Aztèque dit codex Boturini, montrant une écriture sémasiographique combinée à des glyphes phonétiques.

Après la fin de la civilisation maya, son système de glyphes continua à être utilisé quoique de moins en moins. Les inscriptions post-classiques se trouvent dans la péninsule du Yucatán, dans des sites tels que Chichén Itzá et Uxmal ; leur style est moins accompli que les inscriptions mayas de l'époque classique. D'autres cultures post-classiques, telle celle des Aztèques n'ont pas développé un système d'écriture complet, mais ont plutôt utilisé une écriture sémasiographique bien qu'elles eussent apparemment développé des composantes phonétiques par l'utilisation du principe du rébus. Les glyphes aztèques combinent les éléments logographiques aux éléments phonétiques.